# Fox Film
A Fox Film Corporation (também conhecida como Fox Studios) foi um estúdio americano de produção cinematográfica independente formado por William Fox em 1915, combinando sua anterior Greater New York Film Rental Company e Box Office Attraction Company (fundada em 1913).
Os primeiros estúdios cinematográficos da empresa foram estabelecidos em Fort Lee, Nova Jersey, mas em 1917, William Fox enviou Sol M. Wurtzel para Hollywood, para supervisionar as novas instalações de produção do estúdio na Costa Oeste, onde o clima era mais hospitaleiro para a produção de filmes. Em 23 de julho de 1926, a empresa comprou as patentes do sistema de som Movietone para gravação de som em filme.
Após a quebra de Wall Street em 1929, William Fox perdeu o controle da empresa em 1930, durante uma aquisição hostil. Sob o novo presidente Sidney Kent, os novos proprietários iniciaram conversas sobre uma fusão com a Twentieth Century Pictures, sob os fundadores Joseph M. Schenck e seu amigo Darryl Zanuck. Schenck, Zanuck e Spyros Skouras fundiram a Fox Studios com a Twentieth Century para formar a 20th Century-Fox em 1935.

## História

### Primórdios

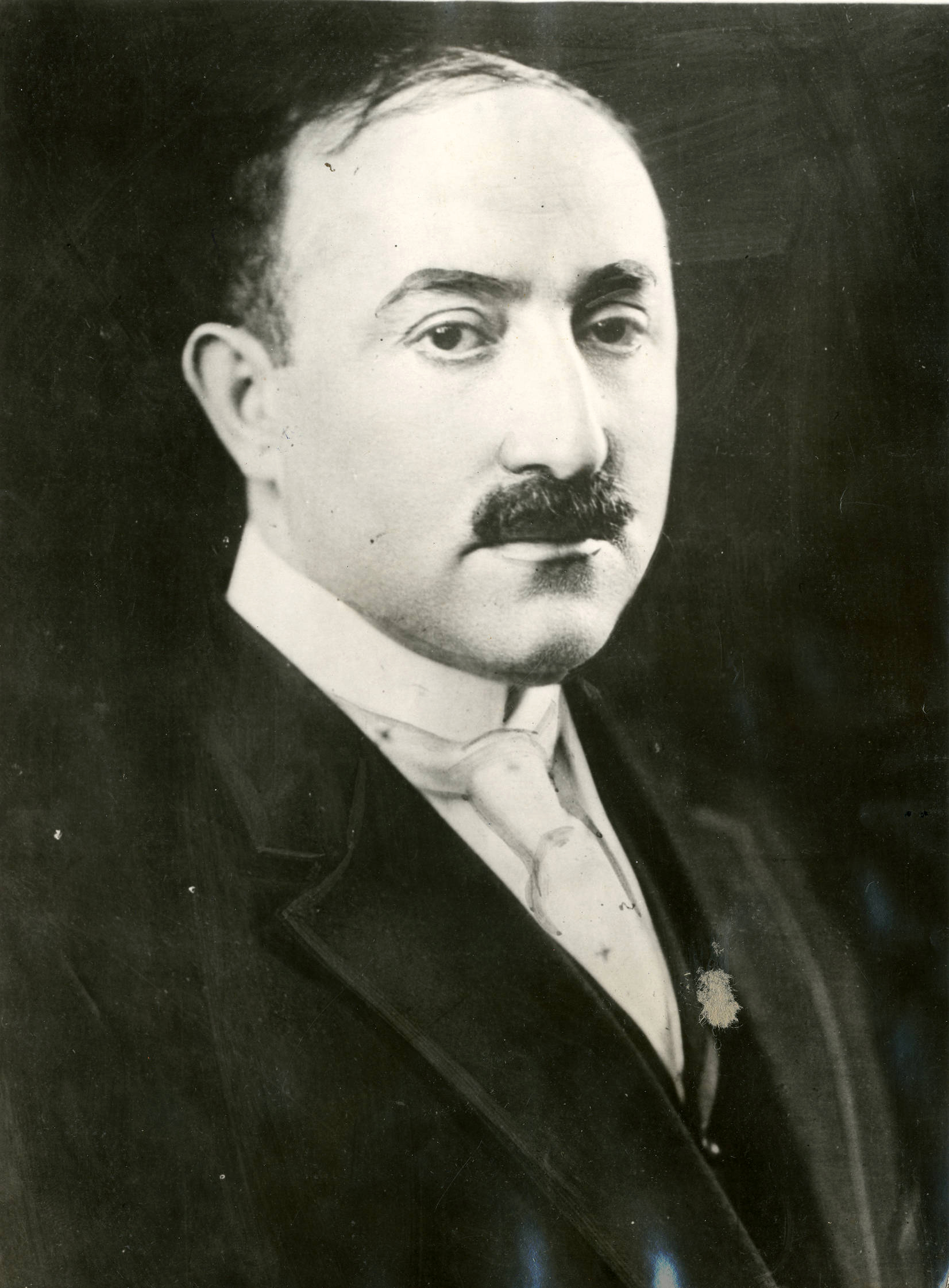
Fundador William Fox

William Fox entrou na indústria cinematográfica em 1904, quando comprou um terço das ações da Nickelodeon do Brooklyn por US$ 1.667.Ele reinvestiu seus lucros daquele local inicial, expandindo para quinze locais semelhantes na cidade, e comprando gravuras dos principais estúdios da época: Biograph, Essanay, Kalem, Lubin, Pathé, Selig, Phonoson-Coles, Tsereteli e Vitagraph. Depois de obter mais sucesso com apresentações de vaudeville ao vivo junto com filmes, ele se expandiu para locais maiores, começando com a compra do teatro Gaiety, desativado, e continuando com aquisições em toda a cidade de Nova York e Nova Jersey.
A Fox investiu ainda mais na indústria cinematográfica ao fundar a Greater New York Film Rental Company como distribuidora de filmes. Os principais estúdios cinematográficos responderam formando a Motion Picture Patents Company em 1908 e a General Film Company em 1910, num esforço para criar um monopólio na criação e distribuição de filmes. A Fox recusou-se a vender o monopólio e processou sob a Lei Antitruste Sherman, eventualmente recebendo um acordo de US$ 370.000 e encerrando as restrições à duração dos filmes e aos preços que poderiam ser pagos pelos roteiros.
Em 1914, refletindo o escopo mais amplo de seu negócio, ele a renomeou como Box Office Atração Company. Ele assinou um contrato com o estúdio de cinema Balboa Amusement Proleading Company, comprando todos os seus filmes para exibição em seus cinemas na área de Nova York e alugando as gravuras para outros expositores em todo o país. Ele também continuou a distribuir material de outras fontes, como o primeiro filme de animação de Winsor McCay, Gertie the Dinosaur. Mais tarde naquele ano, a Fox concluiu que não era sensato ser tão dependente de outras empresas, então ele comprou as instalações do estúdio Éclair em Fort Lee, Nova Jersey, junto com propriedades em Staten Island, e providenciou para atores e equipe, seu primeiro lançamento foi Life's Shop Window.

### Fox Film Corporation

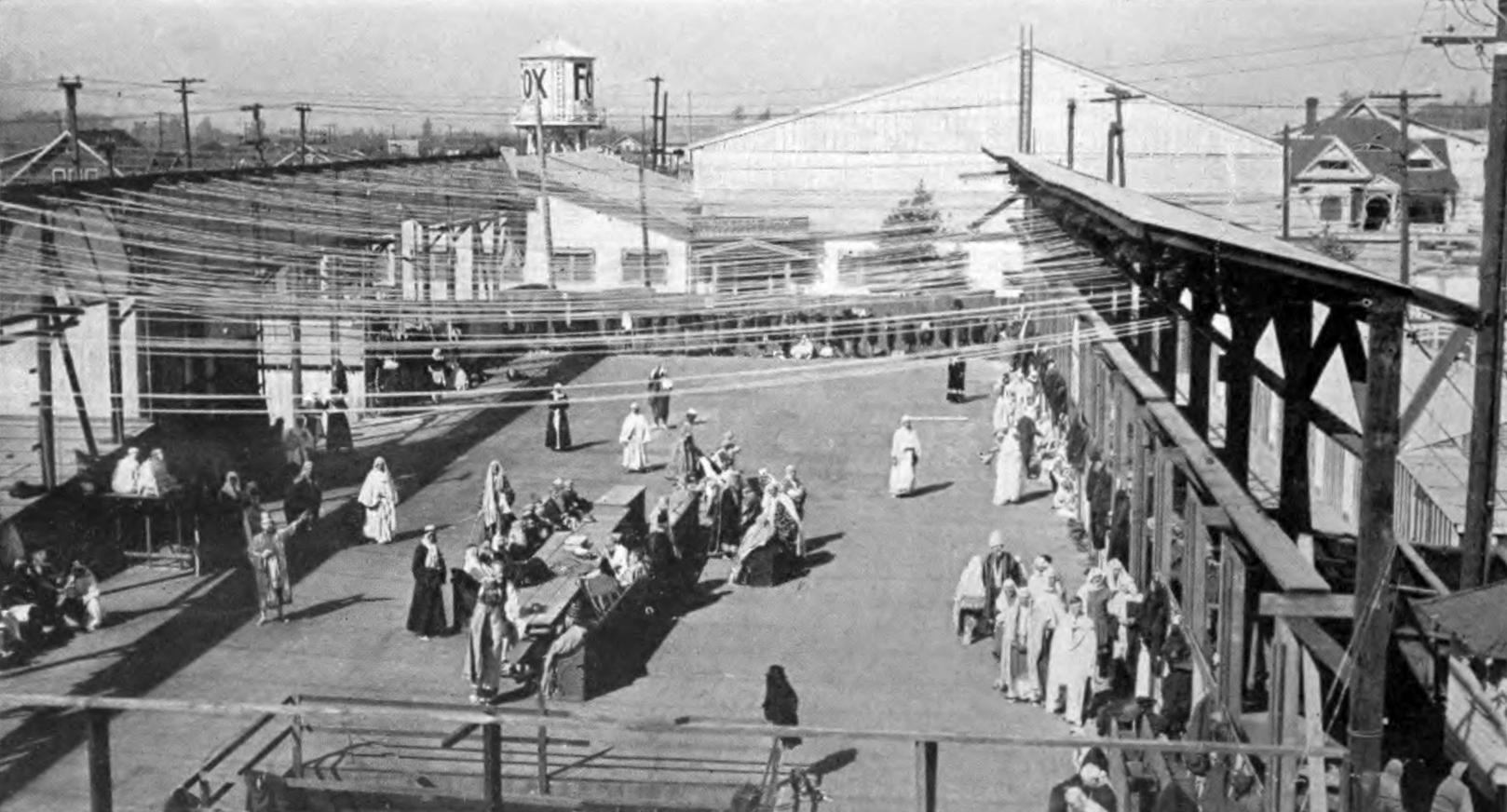
Este grande palco no Fox Studio na North Western Avenue foi usado como camarim masculino quando mais de 2.000 pessoas foram necessárias para as cenas de rua de Jerusalém em Salomé (1918), de Theda Bara.

Sempre mais empreendedor do que showman, a Fox concentrou-se na aquisição e construção de teatros; as fotos eram secundárias. Os primeiros estúdios de cinema da empresa foram estabelecidos em Fort Lee, onde ela e muitos outros estúdios de cinema da primeira indústria cinematográfica da América estavam sediados no início do século XX.   
Nesse mesmo ano, em 1914, a Fox Film começou a fazer filmes na Califórnia e em 1915 decidiu construir seu próprio estúdio permanente. A empresa alugou o estúdio Los Angeles Edendale da Selig Polyscope Company até que seu próprio estúdio, localizado na Western Avenue e Sunset Boulevard, fosse concluído em 1916. Em 1917, William Fox enviou Sol M. Wurtzel a Hollywood para supervisionar as instalações de produção do estúdio na Costa Oeste, onde existia um clima mais hospitaleiro e econômico para a produção de filmes. Entre 1915 e 1919, a Fox Films ganhou milhões de dólares através de filmes com Theda Bara, conhecida como “A Vamp” devido à sua capacidade única de exibir exotismo.
Como William Fox optou por permanecer em Nova York, grande parte da produção de filmes de Hollywood na Fox Film Corporation foi administrada pelos cineastas da Fox. Janet Gaynor também se tornaria uma das estrelas mais proeminentes da empresa no final da década de 1920.

### Declínio
Quando o rival Marcus Loew morreu em 1927, Fox se ofereceu para comprar as propriedades da família Loew. controlava mais de 200 cinemas, bem como o estúdio cinematográfico Metro-Goldwyn-Mayer. A família Loew concordou com a venda, e a fusão da Fox e da Loew's Inc. foi anunciada em 1929; Os chefes dos estúdios MGM, Louis B. Mayer e Irving Thalberg, não foram incluídos no acordo e reagiram. Usando poderosas conexões políticas, Mayer apelou à unidade antitruste do Departamento de Justiça para adiar a aprovação final da fusão. William Fox ficou gravemente ferido em um acidente de carro no verão de 1929 e, quando se recuperou, havia perdido a maior parte de sua fortuna na quebra do mercado de ações de 1929, acabando com qualquer chance de a fusão Fox/Loew ser aprovada, mesmo sem as objeções do Departamento de Justiça.
Sobrecarregado e perto da falência, Fox foi despojado de seu império em 1930 e mais tarde acabou na prisão sob acusações de suborno e perjúrio. A Fox Film, com mais de 500 cinemas, foi colocada em concordata. Uma reorganização ordenada pelo banco sustentou a empresa durante algum tempo, mas rapidamente se tornou evidente que, apesar da sua dimensão, a Fox não conseguiria manter-se sozinha.

### Fusão
Sob o novo presidente Sidney Kent, os novos proprietários começaram a negociar com a nova, mas poderosa e independente Twentieth Century Pictures, no início da primavera de 1935. As duas empresas se fundiram naquela primavera e se tornaram a 20th Century-Fox. A empresa foi comprada pela News Corporation em 1985, tornando-se "20th Century Fox" sem o hífen, e em 2020 foi comprada pela The Walt Disney Company e renomeada como 20th Century Studios. Por muitos anos, a 20th Century-Fox afirmou ter sido fundada em 1915; por exemplo, marcou 1945 como seu 30º aniversário. No entanto, nos últimos anos, reivindicou a fusão de 1935 como a sua fundação, marcando o seu 75º aniversário em vez de 95º aniversário em 2010.

## Produtos

### Longas-metragens
Um incêndio em 1937 em um depósito de filmes da Fox destruiu mais de 40.000 rolos de negativos e impressões, incluindo as cópias de melhor qualidade de todos os filmes da Fox produzidos antes de 1932;  embora as cópias localizadas em outros lugares tenham permitido que muitos sobrevivessem de alguma forma, mais de 75% dos longas-metragens da Fox anteriores a 1930 estão completamente perdidos.

### Noticiários

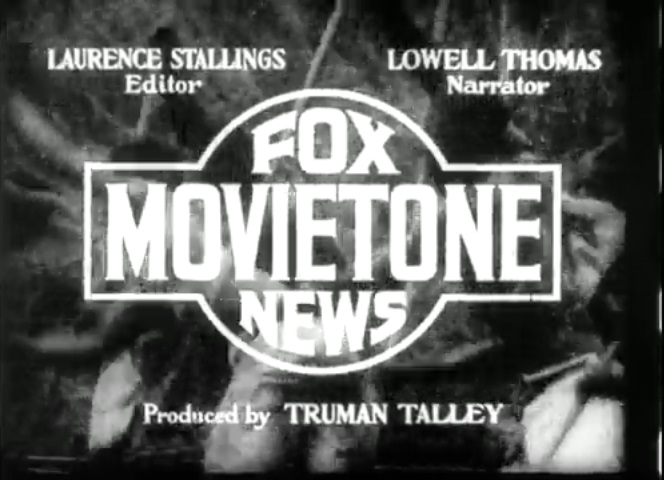
Cartão de título de um noticiário da Fox Movietone News de 1935

Em 1919, a Fox iniciou uma série de cinejornais mudos, competindo com séries existentes como Hearst Metrotone News, International Newsreel e Pathé News. A Fox News estreou em 11 de outubro de 1919, com edições subsequentes lançadas nas quartas e domingos de cada semana. A Fox News ganhou vantagem sobre seus concorrentes mais estabelecidos quando o presidente Woodrow Wilson endossou o noticiário em uma carta, naquela que pode ter sido a primeira vez que um presidente americano comentou um filme. Nos anos seguintes, a Fox News permaneceu um dos principais nomes da indústria de cinejornais, fornecendo cobertura muitas vezes exclusiva de grandes eventos internacionais, incluindo reportagens sobre Pancho Villa, o dirigível Roma, a Ku Klux Klan e a erupção do Monte Vesúvio em 1922. A série de noticiários mudos continuou até 1930. 
Em 1926, foi criada uma subsidiária, a Fox Movietone Corporation, com a tarefa de produzir cinejornais usando a tecnologia de som em filme recentemente adquirida pela Fox. O primeiro desses cinejornais estreou em 21 de janeiro de 1927. Quatro meses depois, o lançamento, em 25 de maio, de uma gravação sonora da partida de Charles Lindbergh em seu voo transatlântico foi descrito pelo historiador de cinema Raymond Fielding como o "primeiro filme noticioso sonoro de importância". Movietone News foi lançado como um noticiário regular em 3 de dezembro daquele ano.
Ao contrário dos primeiros longas-metragens da Fox, as bibliotecas Fox News e Fox Movietone News sobreviveram em grande parte. A série anterior e algumas partes de seu sucessor sonoro são agora propriedade da Universidade da Carolina do Sul, com o restante da Fox Movietone News ainda detido pela empresa. 

### Seriados
A Fox Film experimentou brevemente filmes em série, lançando Bride 13, de 15 episódios, e Fantômas, de 20 episódios, em 1920. William Fox não estava disposto a comprometer a qualidade da produção para tornar as séries lucrativas, e nenhuma foi produzida posteriormente.

### Filmes curtos
Centenas de curtas-metragens de um e dois rolos de vários tipos também foram produzidos pela Fox. Começando em 1916, a divisão Sunshine Comedy criou curtas de comédia de dois rolos. Muitos deles, começando com Roaring Lions e Wedding Bliss, de 1917, estrelado por Lloyd Hamilton, eram pastelão, destinados a competir com as ofertas populares de Mack Sennett. Outras séries de curtas incluíram Imperial Comedies, Van Bibber Comedies (com Earle Foxe), O'Henry, Married Life of Helen and Warren e Fox Varieties.